# Marian Borkowski
Pour les articles homonymes, voir Borkowski.
Marian Borkowski, né le 17 août 1934 à Pabianice en Pologne, est un compositeur, musicologue, pianiste et professeur de musique classique polonais.

## Biographie

### Formation
Marian Borkowski étudie la composition avec Kazimierz Sikorski et le piano avec Jan Ekier et Natalia Hornowska à l'École supérieure de musique de Varsovie (1959-1965 : maîtrise ès arts en 1965),. Parallèlement, il étudie la musicologie à l'Université de Varsovie auprès de Józef Michał Chomiński (Master de musicologie en 1966),. Dans les années 1966-1968, grâce à une bourse du gouvernement français, il poursuit des études de troisième cycle en composition avec Nadia Boulanger et Olivier Messiaen au Conservatoire de Paris et au Conservatoire américain de Fontainebleau et avec Iannis Xenakis à l'École pratique des hautes études, et en musicologie sous Jacques Chailley et Barry S. Brook (en) à l'Université de Paris (Sorbonne),. Parallèlement, il étudie la philosophie avec Jean Hyppolite et Jules Vuillemin à la Sorbonne et au Collège de France,. Il participe aux cours internationaux de musique nouvelle de Darmstadt (1972, 1974) et aux cours donnés par György Ligeti, Iannis Xenakis, Karlheinz Stockhausen et Franco Donatoni à l'Académie musicale Chigiana de Sienne (1973, 1975 - Diplôme du mérite),.

### Enseignement
Il fait partie de la faculté de l'Académie de musique Chopin de Varsovie depuis 1968, en tant que chargé de cours (1968-1971), professeur adjoint (1971-1976), professeur agrégé (1976-1989), professeur titulaire (depuis 1989); doyen adjoint de la Faculté de composition, direction et théorie musicale (1975-1978), vice-recteur de l'Académie (1978-1981, 1987-1990), chef de la chaire de théorie musicale (1993-1999), doyen de la Faculté de composition, direction d'orchestre et théorie musicale (1996-1999), organisateur et directeur des études supérieures en théorie musicale (1998-2008), chef de la chaire de composition (1999-2004), organisateur et directeur des études supérieures en Composition (2000-2008),. De 2010 à 2013, il est professeur de cours de composition à l'Académie de musique Feliks Nowowiejski de Bydgoszcz,. Il donne des conférences et des masterclasses à Amsterdam, Belgrade, Breaza, Bucarest, Cleveland, Cluj, Esztergom, Klagenfurt, Kwangju, Lyon, Mexico-Montréal, Montréal, Moscou, Olsztyn, Paris, Québec-Séoul, Sienne, Taegu, Tachkent, Valparaíso et Vienne,.
Depuis 1989, il occupe également des postes de professeur invité en composition ou compositeur invité à l'Université Concordia, au Conservatoire de Musique du Québec (Québec), à l'Université de Montréal, au Conservatoire national de musique de Boulogne-Billancourt (Paris), au Accademia Musicale Chigiana (Sienne), University of Kansas (Lawrence), University of Southern California (Los Angeles), San Francisco State University, Eastman School of Music (Rochester), Georgia State University (Atlanta), Tulane University of Louisiana ( Nouvelle-Orléans), l'Université du Nord du Texas (Denton), l'Université Bowling Green State, l'Université Shenandoah (Winchester), l'Université de Charleston, l'Université Rice (Houston), l'Université de Miami, l'Université William Paterson du New Jersey (Wayne), Baldwin-Wallace Conservatory (Berea, Ohio), Southwest Missouri State University (Springfield, États-Unis), Hanyang University (Seoul), Seoul Superior Conservatory of Music, Keimyung University (Taegu), Catholic U Université de Taegu-Hyosung, Université nationale coréenne des arts (Séoul), Université de Suwon, Université nationale de Séoul et Université nationale de Chonnam (Kwangju) en Corée,.
Il forme plusieurs dizaines de compositeurs polonais, dont Joanna Badełek, Renata Baszun, Wojciech Blecharz, Marcin Błażewicz, Maria Borecka, Katarzyna Bortkun-Szpotańska, Artur Cieślak, Dorota Dywańska, Łukasz Farcinkiewicz, Aleksandraka Aleksandra, Aleksandra Igor Jankowski, Szymon Kawalla, Jerzy Kornowicz, Aleksander Kościów, Bartosz Kowalski, Renata Kunkel, Paweł Kwapiński, Dariusz Łapiński, Paweł Łukaszewski, Marcin Tadeusz Łukaszewska, Emilian Madez, Kirian Madez, Roman Rewakowicz, Jędrzej Roch-Rochecki, Piotr Spoz, Paweł Sprync, Paweł Strzelecki, Łucja Szablewska, Dariusz Szankin, Wojciech Szmidt, Seweryn Ścibior, Hadrian Filip Tabęcki (pl), Marek Towiańki, Tadjikowski, Tadjikowski Zieliński, Maciej Żółtowski, et offre également des cours à de nombreux étudiants étrangers de premier cycle, étudiants diplômés et doctorants, par ex. Boris Alvarado (Chili), Robin Chemtov (Canada), Choi Chun-hee (Corée), Alessandra Ciccaglioni (Italie), Joe Cutler (Grande-Bretagne), Gwon Sung-hyun (Corée), Hong Jin-pyo (Corée), Kim Jin-keum (Corée), Lee Chong-man (Corée), Lee Mi-jin (Corée), Daniel Luzko (Paraguay / USA), Ginger Mayerson (USA), Paul Scriver (Canada), Tony Srouji (Canada), Brian Thompson (Canada), Fanny Tran (Belgique), Gabriel Mãlãncioiu (Romunia),. Ses étudiants et diplômés remportent plus de 350 prix et mentions honorables lors de concours nationaux et internationaux de compositeurs,.

### Carrière et travaux
Ses compositions sont jouées lors de concerts dans 25 pays européens ainsi qu'en Australie, Bolivie, Canada, Chili, Colombie, Cuba, Iran, Jamaïque, Japon, Koweït, Mexique, Corée du Sud et USA, ainsi que dans plus de 100 festivals, y compris ceux d'Aix-en-Provence, Berlin, Bilbao, Darmstadt, Esztergom, Genève, Kwangju, Lisbonne, Los Angeles, Lviv, Madrid, Meadville, Metz, México-City, Munich, Paris, Pusan, Salzbourg, Santa Cruz, Séoul, Saint-Pétersbourg, Taegu, Utrecht, Valparaíso, Viitasaari, Varsovie et Witten. Beaucoup de ses compositions sont enregistrées pour la radio et la télévision dans plus de 25 pays. Sa discographie comprend plus de 50 LP et CD sur des labels tels que Acte Préalable, DUX, Global Sound Media (Séoul), GM Records, MTJ, Musica Sacra Edition, Muza, Olympia (Londres), Polonia Records, ProViva Intersound (Munich), Sound -Pol, Gamma CD et Veriton.
Marian Borkowski donne des récitals de piano en Pologne, en France, en Italie, au Canada, en Grande-Bretagne, en Corée du Sud, aux États-Unis, en Autriche et en Russie. Il enregistre également plusieurs de ses propres morceaux et d'autres compositeurs pour la radio, la télévision ainsi que sur plusieurs labels.
Ses résultats de recherche comprennent plus de 20 études théoriques sur la musique contemporaine, notamment les techniques de composition modernes, l'analyse de la musique du 20e et du 21e siècle, les techniques d'orchestration modernes, le facteur temps dans la nouvelle musique, les problèmes de sonologie musicale, les techniques de composition de Webern, la musique en série, la musique contemporaine polonaise. la musique et l'enseignement de la composition. Il  participe à de nombreuses conférences, symposiums et festivals en Pologne et à l'étranger (plus de 70).
Il est membre de nombreuses organisations musicales en Pologne, en Belgique, au Japon et aux États-Unis. Il a été vice-président de la section de Varsovie de l'Union des compositeurs polonais (1971-1977). Il est le fondateur et directeur artistique du festival «Laboratoire de musique contemporaine» (depuis 1985) et président de l'association «Laboratoire de musique contemporaine» (depuis 1995). Il a siégé au jury de nombreux concours de compositeurs et interprètes (Belgrade, Florence, Paris, Esztergom, La Nouvelle-Orléans, Séoul, Suwon, Taegu, Valparaíso et Guadalajara).

## Prix et distinctions
Marian Borkowski est lauréat du Concours des jeunes compositeurs de Varsovie (1966), du Concours international de compositeurs GB Viotti à Vercelli (1969), du Concours Karol Szymanowski pour compositeurs de Varsovie (1974), du Concours international des compositeurs de musique nouvelle New York (1990), et de nombreux prix et nominations au prix de l'Académie polonaise de phonographie «Fryderyk» (1998-2014). Ses honneurs incluent également le Prix du Ministre de la Culture et de l'Art (1976, 1980, 1982, 2004, 2008), la Croix d'Argent du Mérite de la République de Pologne (1977), la Médaille d'Argent Premio Vittorio Gui (Italie, 1979), la Médaille de l'Académie de musique Chopin de Varsovie (1981), la Croix de chevalier de l'Ordre de Polonia Restituta (1984), l'Insigne du mérite culturel (1985), la Médaille du 40e anniversaire de la Pologne populaire (1985), la Croix de Commandeur de l'Ordre de Polonia Restituta (2002), la Plaque d'honneur de l'Académie de musique Chopin (2004), la Médaille d'honneur de la Pontificia Universidad Católica de Valparaíso (2004) et le Laurier Olympique d'Argent (2004) ). Il a été membre honoraire de l'Association Musica Sacra (2004) et de la Karol Nicze Music Society (2006). En 2005, il reçoit la citoyenneté honoraire de la ville de Pabianice. En 2008, il reçoit un prix honorifique de l'Union des compositeurs polonais et la médaille d'argent Gloria Artis pour ses réalisations en matière de composition. En 2009, il reçoit le prix Saint Albert, en 2010 - la médaille du mérite de l'Université de musique Frédéric-Chopin et le prix de l'association des auteurs ZAiKS. Il reçoit également le prix Fryderyk de l'Académie polonaise de phonographie dans la catégorie «Compositeur de l'année» (2011), la médaille de la Commission de l'éducation nationale (2012) et le Grand Prix du recteur de l'Université de musique Frédéric-Chopin (2012).
En 2014, son disque compact Marian Borkowski - Choral works reçoit le prix Fryderyk de l'Académie polonaise de phonographie dans la catégorie de l'enregistrement le plus remarquable de la musique polonaise.

## Discographie
L'œuvre pour piano comprend : six mazurkas (en deux cahiers de 4 et 2, 1954-1968), un recueil de sept préludes (1953-1957), Trois miniatures (1953-1955), une pièce avec variations (1959), une toccata (1960), une sonate (1961), une pièce intitulée Fragmenti (1962) et des Interludes romantiques (1977).
- L'Œuvre pour piano – Marek Szlezer, piano (mai 2023, Dux Recordings DUX 2000)
- L'Œuvre pour piano – Marcin Tadeusz Łukaszewski, piano (2023, Chopin University Press)